# KSR-I
KSR-I(Korean Sounding Rocket-I)는 대한민국의 관측 로켓이다. 한국항공우주연구원에 의해 개발되었다. 한국 최초의 관측 로켓으로, 1단식 고체 연료 로켓이다. 1990년부터 개발이 시작되어, 1993년 6월 4일 및 같은 해 9월 1일에 발사되었다. 각각 탑재된 자외선 방사계에서 한반도 상공 성층권의 오존 분포를 수직으로 측정했다.

## 개발
한국항공우주연구원은 1990년 7월 KSR 개발에 착수하였다.

## 같이 보기
- KSLV-I
- KSR-II
- KSR-III